# Naughty America
Naughty America（ノーティー・アメリカ）は、カリフォルニア州サンディエゴを拠点とするポルノ映画スタジオ。

## 歴史
同社は2001年6月にSoCal Cashというブランド名で少人数のスタッフで設立され、2004年3月に社名をNaughty Americaに変更した。そのロゴにおける1776年の日付は、トーマス・ジェファーソンが「生命、自由、そして幸福追求」の権利を宣言した米国独立宣言を指している。
2008年、同社は60人以上のスタッフを雇用し、70枚以上のDVDをリリースした。これらのDVDは、2005年11月からピュアプレイ・メディアによって世界中に発売されている。
同社は、2008年1月に「Suite 703」と呼ばれるゲイ向けのビデオを扱ったラインを立ち上げた。
2008年10月、Naughty AmericaはAdobe AIRベースのアプリ「”Naughty America Direct”」を立ち上げた。アプリについては「ポルノのためのiTunes」のようなものだと説明され、サブスクリプションなしで、DRMフリーのフル尺のシーンを個別に販売したが、その後まもなく、開発担当者の辞任により閉鎖された。

## 賞
Naughty Americaは、何度もAVNアワードにノミネートされている。
2008年、Naughty America / Pure Play Mediaは、『the Asian 1 on 1』シリーズでAVN最優秀エスニックテーマ・シリーズ（アジア）賞を受賞した。
また、2011年には、『the Latin Adultery』シリーズでAVN最優秀エスニックテーマ・シリーズ（ラテン）賞を受賞した。
2012年には、XBIZ賞で『Latin Adultery』でラテンをテーマにしたシリーズ・オブ・ザ・イヤーを、Naughty America.comでスタジオサイト・オブ・ザ・イヤーを受賞した。
2013年には、『My Sister's Hot Friend Vol. 25』や『Tonight's Girlfriend Vol. 7』で、最優秀年間スタジオ賞やビネット・シリーズ・オブ・ザ・イヤーなど複数のXBIZ賞にノミネートされた。そのほかのノミネート作品には、ビネット・シリーズ・オブ・ザ・イヤーに選出された『My Wife's Hot Friend』がある。そして、『Tonight's Girlfriend』で"Vignette Series of the Year"や"New Series of the Year"を、『Latin Adultery』で"Latin-Themed Series of the Year"を、またスタジオ自体も"Studio Site of the Year"といった多数のXBIZ賞を受賞した。
2014年には 、『Tonight's Girlfriend』で"Vignette Series of the Year"部門でXBIZ賞を受賞した。